# Actidium boudieri
Actidium boudieri är en skalbaggsart som först beskrevs av Allibert 1844.  Actidium boudieri ingår i släktet Actidium, och familjen fjädervingar. Arten har ej påträffats i Sverige.

## Bildgalleri

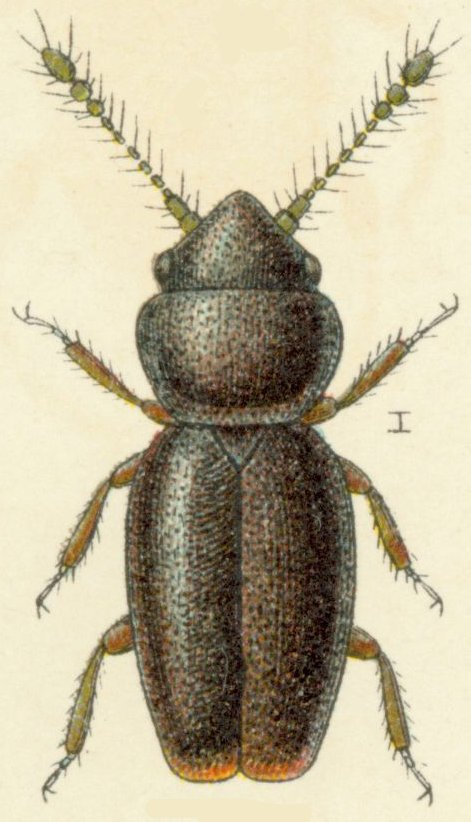